# Эпиталамус
Эпиталамус (дословно — «надталамус») — это самая дорсальная (задняя) часть таламического мозга, или, иначе говоря, таламической области — той части промежуточного мозга, куда, помимо эпиталамуса, входят также таламус, субталамус и метаталамус, но не входят гипоталамус и гипофиз, причисляемые к гипоталамической области. Эпиталамус возвышается над таламусом. В число его структур входят поводок эпиталамуса, также называемый поводком мозга, треугольник поводка, спайка поводков, подспаечный орган и шишковидная железа, а также связывающие их с другими структурами мозга нервные пути, такие, как мозговая полоска таламуса, поводково-межножковый тракт.

## Анатомическое строение эпиталамуса
Эпиталамус состоит из поводка (хабенулы), треугольника поводка, спайки поводков, подспаечного органа и шишковидной железы. Он тесно связан нервными связями с лимбической системой и с базальными ядрами.
У тех видов хордовых, у которых, помимо собственно шишковидной железы, имеется также светочувствительный околошишковидный орган, наблюдается межполушарная асимметрия поводка, при этом левая дорсальная область поводка обычно больше симметричной правой дорсальной области.

## Физиологические функции эпиталамуса
Основная физиологическая функция эпиталамуса состоит в обеспечении связи структур лимбической системы и базальных ядер с другими частями головного мозга хордовых животных. Кроме того, эпиталамус также принимает участие в регуляции циркадных ритмов и в регуляции секреции различных гормонов гипоталамусом и передней долей гипофиза, благодаря секреции его шишковидной железой мелатонина. Также важными функциями эпиталамуса являются участие в регуляции двигательных функций (через его связи с базальными ядрами) и эмоций (через его связи с лимбической системой), а также участие в регуляции памяти и когнитивных функций (через влияние на них мелатонина).